# Pterolophia szetschuanica
Pterolophia szetschuanica är en skalbaggsart som beskrevs av Stefan von Breuning 1973. Pterolophia szetschuanica ingår i släktet Pterolophia och familjen långhorningar. Inga underarter finns listade i Catalogue of Life.